# Puchar Francji w piłce siatkowej mężczyzn (2021/2022)
Puchar Francji w piłce siatkowej mężczyzn 2021/2022 (fr. Coupe de France masculine de volley-ball 2021/2022) – 38. sezon rozgrywek o siatkarski Puchar Francji zorganizowany przez Francuski Związek Piłki Siatkowej (Fédération française de volley, FFvolley). Zainaugurowany został 16 listopada 2021 roku.
W rozgrywkach o Puchar Francji uczestniczyły drużyny z Ligue A, Ligue B oraz cztery drużyny z trzeciego poziomu rozgrywkowego (Elite). Rozgrywki składały się z rundy kwalifikacyjnej, trzech rund wstępnych, 1/8 finału, ćwierćfinałów, półfinałów oraz finału. We wszystkich rundach rywalizacja toczyła się systemem pucharowym. Drużyny z Ligue A udział w Pucharze Francji rozpoczynały od 1/8 finału.
Finał odbył się 2 kwietnia 2022 roku w hali Pierre Charpy (salle Pierre Charpy) w Paryżu. Po raz pierwszy Puchar Francji zdobył Chaumont VB 52 Haute-Marne, wygrywając w finale z Tours VB. Zwycięzca Pucharu Francji uzyskał prawo gry w Pucharze CEV w sezonie 2022/2023.
Rozgrywki przywrócone zostały po jednosezonowej przerwie spowodowanej pandemią COVID-19.

## System rozgrywek
Rozgrywki o Puchar Francji w sezonie 2021/2022 składały się z rundy kwalifikacyjnej, trzech rund wstępnych, 1/8 finału, ćwierćfinałów, półfinałów i finału. We wszystkich rundach rywalizacja toczyła się w systemie pucharowym, a o awansie decydowało jedno spotkanie. Gospodarzem meczu była drużyna z niższej ligi bądź, jeżeli w parze grały drużyny z tego samego poziomu rozgrywkowego, ta, która została wylosowana jako pierwsza.
| Runda                | Uczestnicy                                                                            |
| -------------------- | ------------------------------------------------------------------------------------- |
| Runda kwalifikacyjna | 4 drużyny z trzeciego poziomu rozgrywkowego (Elite)                                   |
| 1. runda             | 2 drużyny, które awansowały z rundy kwalifikacyjnej                                   |
| 1. runda             | 6 drużyn z Ligue B                                                                    |
| 2. runda             | 4 drużyny, które awansowały z 1. rundy                                                |
| 2. runda             | 3 najlepsze zespoły Ligue B oraz drużyna, która spadła do Ligue B w sezonie 2020/2021 |
| 3. runda             | 4 drużyny, które awansowały z 2. rundy                                                |
| 1/8 finału           | 2 drużyny, które awansowały z 3. rundy                                                |
| 1/8 finału           | 14 drużyn z Ligue A                                                                   |
| Ćwierćfinały         | 8 drużyn, które awansowały z 1/8 finału                                               |
| Półfinały            | 4 drużyny, które awansowały z ćwierćfinałów                                           |
| Finał                | 2 drużyny, które awansowały z półfinałów                                              |

## Drużyny uczestniczące
| Ligue A (14 drużyn)          | Ligue A (14 drużyn) |
| ---------------------------- | ------------------- |
| Arago de Sète                | półfinał            |
| AS Cannes                    | 1/8 finału          |
| Cambrai Volley               | 1/8 finału          |
| Chaumont VB 52 Haute-Marne   | zwycięstwo          |
| Montpellier HSC VB           | ćwierćfinał         |
| Nantes Rezé MV               | 1/8 finału          |
| Narbonne Volley              | ćwierćfinał         |
| Nice VB                      | 1/8 finału          |
| Paris Volley                 | 1/8 finału          |
| Plessis Robinson Volley Ball | półfinał            |
| Spacer’s de Toulouse         | 1/8 finału          |
| Stade Poitevin Poitiers      | ćwierćfinał         |
| Tourcoing LM                 | 1/8 finału          |
| Tours VB                     | finał               |

| Ligue B (10 drużyn)              | Ligue B (10 drużyn)  |
| -------------------------------- | -------------------- |
| Avignon VB                       | 1. runda             |
| AS Illac VB                      | 2. runda             |
| Fréjus Var Volley                | 1/8 finału           |
| GFC Ajaccio                      | 3. runda             |
| Grand Nancy VB                   | 2. runda             |
| Martigues VB                     | 3. runda             |
| Mende Volley Lozère              | 2. runda             |
| Rennes Etudiants Club            | 2. runda             |
| Saint-Nazaire VBA                | ćwierćfinał          |
| Saint-Quentin Volley             | 1. runda             |
| Elite (4 drużyny)                |                      |
| ASUL Lyon                        | 1. runda             |
| Conflans-Andrésy-Jouy VB         | 1. runda             |
| Loisirs Inter Sport Saint-Pierre | runda kwalifikacyjna |
| Stade Athlétique Spinalien       | runda kwalifikacyjna |

## Rozgrywki

### Runda kwalifikacyjna
| 16.11.2021 20:00 (UTC+1) | Stade Athlétique Spinalien | 1:3 (18:25, 23:25, 26:24, 24:26) | ASUL Lyon | Complexe Sportif Viviani, Épinal Sędziowie: Imad Mirzak i Marvin Sayag |

| 16.11.2021 20:00 (UTC+1) | Loisirs Inter Sport Saint-Pierre | 1:3 (22:25, 25:20, 20:25, 20:25) | Conflans-Andrésy-Jouy VB | Salle Edgar Quinet, Calais Sędziowie: Philippe Combe i Tony Gillion |

### 1. runda
| 08.01.2022 20:00 (UTC+1) | Conflans-Andrésy-Jouy VB | 1:3 (25:20, 23:25, 11:25, 19:25) | Mende Volley Lozère | Gymnase Pierre Bérégovoy, Conflans-Sainte-Honorine Sędziowie: Fréderic Levasseur i Stéphane Crepel |

| 08.01.2022 20:30 (UTC+1) | ASUL Lyon | 2:3 (24:26, 17:25, 25:21, 26:24, 11:15) | Rennes Etudiants Club | Petit Palais des sports de Gerland, Lyon Sędziowie: Juliette Ragot i Kokou-Guillaume Assogba |

| 08.01.2022 20:00 (UTC+1) | Martigues VB | 3:2 (24:26, 23:25, 25:16, 25:16, 15:13) | Avignon VB | Gymnase Julien Olive, Martigues Sędziowie: Sylvain Vermande i Frédéric Verdu |

| 08.01.2022 20:00 (UTC+1) | Fréjus Var Volley | 3:1 (25:21, 19:25, 26:24, 25:21) | Saint-Quentin Volley | Halle des sports de Sainte-Croix, Fréjus Sędziowie: Laurent Sawrei i Cédric Vermande |

### 2. runda
| 25.01.2022 20:00 (UTC+1) | Martigues VB | 3:0 (25:20, 32:30, 29:27) | Rennes Etudiants Club | Gymnase Julien Olive, Martigues Sędziowie: Daniel Sauvayre i Jean-Pierre Daret |

| 25.01.2022 20:00 (UTC+1) | Saint-Nazaire VBA | 3:2 (29:27, 25:18, 25:27, 18:25, 15:13) | Grand Nancy VB | Gymnase de Coubertin, Saint-Nazaire Sędziowie: Christophe Drévès i Mickaël Berthelot |

| 25.01.2022 20:00 (UTC+1) | GFC Ajaccio | 3:2 (18:25, 25:20, 28:26, 21:25, 15:12) | AS Illac VB | U Palatinu, Ajaccio Sędziowie: Sylvain Vermande i Charlène Vella-Malagoli |

| 25.01.2022 20:00 (UTC+1) | Fréjus Var Volley | 3:1 (25:19, 22:25, 25:22, 25:19) | Mende Volley Lozère | Halle des sports de Sainte-Croix, Fréjus Sędziowie: Jérémie Meunier i Guy Tournaire |

### 3. runda
| 22.02.2022 20:00 (UTC+1) | GFC Ajaccio | 1:3 (25:22, 20:25, 13:25, 18:25) | Fréjus Var Volley | U Palatinu, Ajaccio Sędziowie: Kokou-Guillaume Assogba i Lode Falischia |

| 22.02.2022 20:00 (UTC+1) | Martigues VB | 0:3 (20:25, 21:25, 21:25) | Saint-Nazaire VBA | Gymnase Julien Olive, Martigues Sędziowie: Sébastien Bouacheria i Michel Guévenoux |

### 1/8 finału
| 25.03.2022 19:30 (UTC+1) | Arago de Sète | 3:1 (23:25, 25:15, 27:25, 25:22) | AS Cannes | Halle des Sports Louis Marty, Sète Sędziowie: Olivier Guillet i Sébastien Jacob |

| 25.03.2022 20:00 (UTC+1) | Tourcoing LM | 0:3 (20:25, 22:25, 23:25) | Narbonne Volley | Complexe sportif Léo Lagrange, Tourcoing Sędziowie: Sylvain Gilbert i Jerome Carquin |

| 26.03.2022 20:00 (UTC+1) | Spacer’s de Toulouse | 2:3 (23:25, 25:23, 27:25, 18:25, 16:18) | Tours VB | Palais des sports André Brouat, Tuluza Sędziowie: Frédéric Siegl i Christophe Vigneron |

| 25.03.2022 20:00 (UTC+1) | Montpellier HSC VB | 3:2 (27:25, 22:25, 26:24, 23:25, 15:12) | Cambrai Volley | Palais des sports Jacques Chaban-Delmas, Castelnau-le-Lez Sędziowie: Fabrice Collados i Joseph Zgheib |

| 25.03.2022 20:00 (UTC+1) | Saint-Nazaire VBA | 3:0 (25:23, 25:21, 25:13) | Nice VB | Gymnase de Coubertin, Saint-Nazaire Sędziowie: Pierrick Le Balc'h i Mickaël Berthelot |

| 25.03.2022 20:00 (UTC+1) | Paris Volley | 0:3 (29:31, 22:25, 26:28) | Chaumont VB 52 Haute-Marne | Salle Pierre Charpy, Paryż Sędziowie: Patrick Raguet i Stéphane Juan |

| 25.03.2022 20:00 (UTC+1) | Plessis Robinson Volley Ball | 3:2 (25:19, 19:25, 25:23, 27:29, 17:15) | Nantes Rezé MV | Espace Omnisports, Le Plessis-Robinson Sędziowie: Sylvain Launois i Joël Hounnoukpe |

| 25.03.2022 20:00 (UTC+1) | Fréjus Var Volley | 1:3 (25:17, 21:25, 23:25, 22:25) | Stade Poitevin Poitiers | Halle des sports de Sainte-Croix, Fréjus Sędziowie: Sébastien Bouacheria i Emmanuel Blanc |

### Ćwierćfinały
| 28.03.2022 19:30 (UTC+2) | Narbonne Volley | 0:3 (26:28, 17:25, 20:25) | Arago de Sète | Narbonne Arena, Narbona Sędziowie: Fabrice Collados i Frédéric Siegl |

| 28.03.2022 20:00 (UTC+2) | Tours VB | 3:0 (25:21, 25:22, 25:22) | Montpellier HSC VB | Salle Robert Grenon, Tours Sędziowie: Joseph Zgheib i Geoffrey Brassart |

| 28.03.2022 20:00 (UTC+2) | Saint-Nazaire VBA | 2:3 (22:25, 26:24, 25:21, 21:25, 12:15) | Chaumont VB 52 Haute-Marne | Gymnase de Coubertin, Saint-Nazaire Sędziowie: Sylvain Gilbert i Frédéric Paillat |

| 28.03.2022 20:00 (UTC+2) | Stade Poitevin Poitiers | 0:3 (17:25, 23:25, 23:25) | Plessis Robinson Volley Ball | Salle Frédéric Lawson-Body, Poitiers Sędziowie: Adrien Isnard i Patrick Raguet |

### Półfinały
| 30.03.2022 19:30 (UTC+2) | Arago de Sète | 0:3 (19:25, 18:25, 14:25) | Tours VB | Halle des Sports Louis Marty, Sète Sędziowie: Sébastien Jacob i Sébastien Bouacheria |

| 30.03.2022 20:00 (UTC+2) | Chaumont VB 52 Haute-Marne | 3:0 (25:21, 25:21, 25:21) | Plessis Robinson Volley Ball | Palestra, Chaumont Sędziowie: Stéfan Vanderbeeken i Sylvain Launois |

### Finał
| 02.04.2022 20:30 (UTC+2) | Tours VB | 2:3 (20:25, 25:21, 23:25, 25:22, 17:19) | Chaumont VB 52 Haute-Marne | Salle Pierre Charpy, Paryż Sędziowie: Fabrice Collados i Marc Berard |